# Calamagrostis guatemalensis
Calamagrostis guatemalensis är en gräsart som beskrevs av Albert Spear Hitchcock. Calamagrostis guatemalensis ingår i släktet rör, och familjen gräs.
Artens utbredningsområde är Guatemala. Inga underarter finns listade i Catalogue of Life.